# Colinas do Sul
Pour les articles homonymes, voir Colinas.
Colinas do Sul est une municipalité brésilienne de l'État de Goiás et la microrégion de la Chapada dos Veadeiros.